# NBA G League Ignite 2020-2021
La stagione 2020-21 degli NBA G League Ignite fu la 1ª nella NBA G League per la franchigia.
Gli NBA G League Ignite arrivarono ottavi nella regular season con un record di 8-7. Nei play-off persero nei quarti di finale con i Raptors 905 (1-0).

## Roster
| N° | Naz.                    | Ruolo | Sportivo         | Anno | Alt. | Peso |
| -- | ----------------------- | ----- | ---------------- | ---- | ---- | ---- |
| 0  | RD del Congo (bandiera) | A     | Jonathan Kuminga | 2002 | 198  | 95   |
| 1  | Stati Uniti (bandiera)  | G     | Daishen Nix      | 2002 | 196  | 93   |
| 2  | Stati Uniti (bandiera)  | G     | Cody Demps       | 1993 | 193  | 88   |
| 3  | Stati Uniti (bandiera)  | G     | Jarrett Jack     | 1983 | 191  | 89   |
| 4  | Stati Uniti (bandiera)  | G     | Jalen Green      | 2002 | 196  | 82   |
| 6  | Stati Uniti (bandiera)  | G     | Bobby Brown      | 1984 | 188  | 79   |
| 7  | Stati Uniti (bandiera)  | A     | Isaiah Todd      | 2001 | 208  | 93   |
| 11 | Stati Uniti (bandiera)  | C     | Donta Hall       | 1997 | 208  | 104  |
| 12 | India (bandiera)        | C     | Princepal Singh  | 2001 | 206  | 100  |
| 13 | Stati Uniti (bandiera)  | A     | Brandon Ashley   | 1994 | 206  | 104  |
| 15 | Stati Uniti (bandiera)  | AC    | Amir Johnson     | 1987 | 206  | 109  |
| 20 | Stati Uniti (bandiera)  | C     | Jessie Govan     | 1997 | 211  | 122  |
| 38 | Stati Uniti (bandiera)  | G     | Reggie Hearn     | 1991 | 196  | 95   |

## Staff tecnico
- Allenatore: Brian Shaw
- Vice-allenatore: Chris Farr, Rasheed Hazzard, Jerry Woods